# Nürnberger Reichswald
Der Reichswald um Nürnberg ist ein im Nord- und Südosten Nürnbergs gelegenes Kulturwaldgebiet in Bayern. Der Name weist darauf hin, dass dieser Wald als Reichsgut früher direkt und unmittelbar dem Kaiser gehörte, also reichsunmittelbar war. Er gilt als ältester und erster Kunstforst der Welt.

## Geographie
Der Reichswald liegt überwiegend im Mittelfränkischen Becken. Nur kleine Teile befinden sich im Vorland der Nördlichen bzw. Südlichen Frankenalb.
Zum ursprünglichen Gebiet kam ab ungefähr 2000 der Südliche Reichswald dazu.
Nach heutiger Definition besteht der Nürnberger Reichswald aus:
- Sebalder Reichswald

Vom Fluss Schwabach im Norden bis zur Pegnitz im Süden, vom Knoblauchsland und den Wohngebieten von Erlangen und Nürnberg im Westen über Heroldsberg und Kalchreuth im Norden bis zur Stadt Lauf im Osten.
- Lorenzer Reichswald

Von der Pegnitz im Norden bis zur Schwarzach im Süden, von der Rednitz bzw. den Wohngebieten Nürnbergs im Westen bis zur Stadt Altdorf und Gemeinde Leinburg im Osten.
- Südlicher Reichswald

Von der Schwarzach im Norden bis zum Rothsee im Süden, von der Rednitz bzw. mehreren Gemeinden im Westen bis nach Burgthann und Mimberg im Osten. Darüber hinaus zieht sich die Waldfläche östlich bis in die Oberpfalz hinein.

## Beschreibung
Der Reichswald hat eine Fläche von etwa 25.000 ha. Entsprechend der Teilung der Nürnberger Altstadt durch die Pegnitz in die südliche Lorenzer (mit der Lorenzkirche) und die nördliche Sebalder Altstadt (mit der Sebalduskirche) teilt sie auch den Reichswald in den Lorenzer Reichswald südlich der Pegnitz und den Sebalder Reichswald nördlich der Pegnitz. Im Süden kann dem Reichswald ein ca. 10.000 Hektar großes Gebiet zugerechnet werden, das bis zum Rothsee reicht und erst in neuerer Zeit als Südlicher Reichswald bezeichnet wird.
Der Nürnberger Reichswald gehörte im Mittelalter zum Reichsgut, also dem Krongut der römisch-deutschen Wahlkönige in der Nähe ihrer Nürnberger Kaiserburg und wurde von der Reichsstadt Nürnberg verwaltet. Das Gesamtgebiet des Sebalder und des Lorenzer Reichswaldes umfasste Anfang des 19. Jahrhunderts noch rund 32.000 Hektar und ging durch Abholzung und Nutzung als Bauland auf rund 25.000 Hektar zurück. Er gilt als ältester Kunstforst der Welt und ist das fünftgrößte zusammenhängende Waldgebiet Bayerns außerhalb der Alpen.
Der gesamte Nürnberger Reichswald ist Bestandteil des Natura-2000-Netzwerkes und als EU-Vogelschutzgebiet Nürnberger Reichswald (FFH-Nr. DE-6533-471; WDPA-Nr. 555537802) ausgewiesen.

## Flora und Fauna

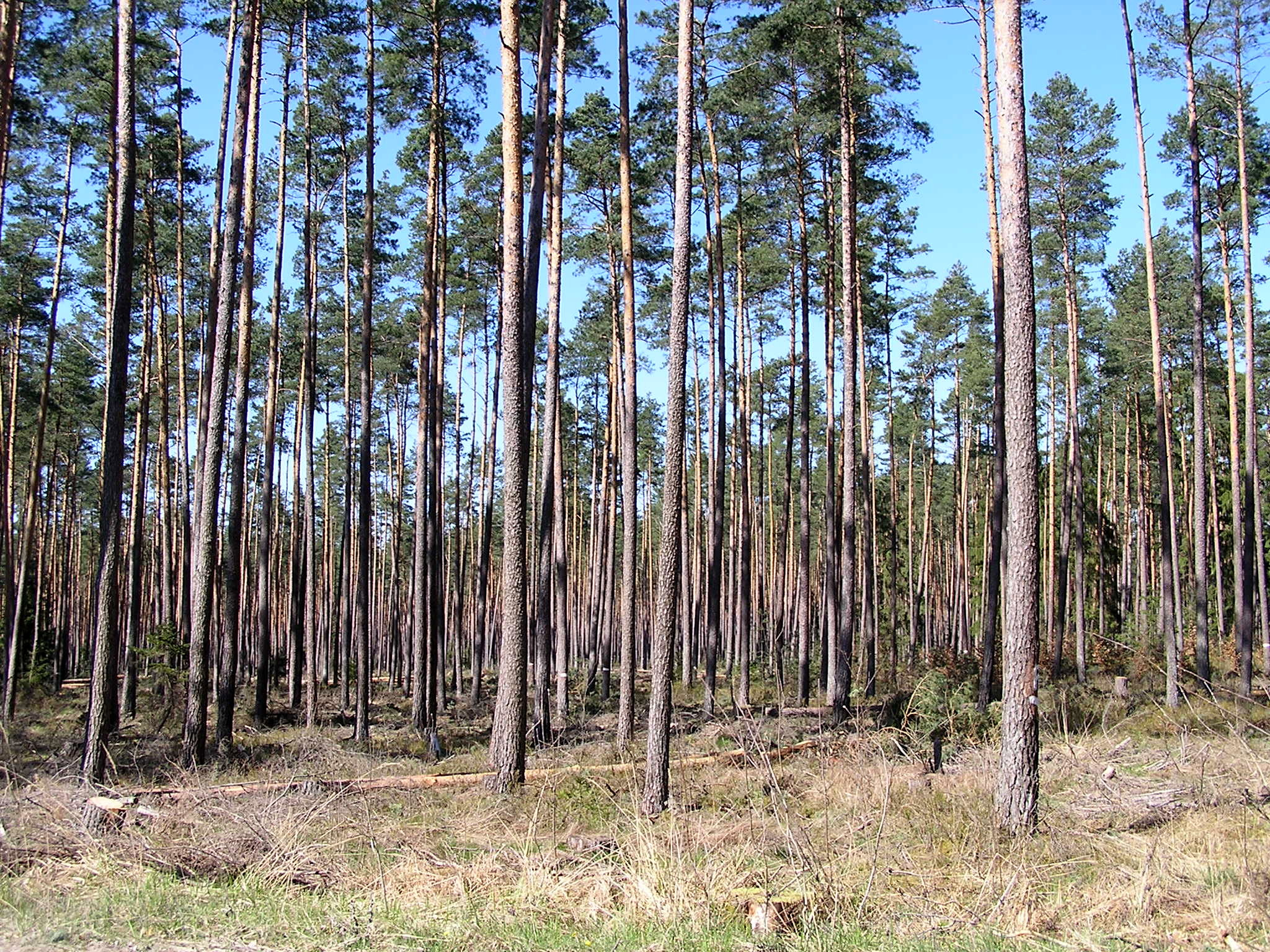
Der „Steggerlaswald“

Dominierend sind die Nadelhölzer Kiefer und Fichte. Im gesamten Reichswald haben die Nadelhölzer im Durchschnitt einen Anteil von knapp 81 %, wobei er im südlichen Reichswald mit 89 % höher liegt als im Sebalder und Lorenzer Reichswald. Auch die durchschnittliche Verbreitung der Kiefer (62 %) gegenüber der Fichte (19 %) wird durch den südlichen Reichswald verzerrt, in dem die Kiefer weit stärker vertreten ist. Der Verbreitung der Kiefer mit den kahlen Stämmen verdankt der Reichswald auch den Beinamen „Steggerlaswald“.
Ursprünglich gab es dort Kiefern-Birken-Eichen-Mischwälder mit Eiche und Kiefer im ausgeglichenen Verhältnis und Buchen-Mischwälder. Die heutigen Nadelwälder sind auch das Ergebnis eines jahrhundertelang währenden Nährstoffentzugs durch landwirtschaftliche Nutzung der Nadelstreu als Einstreu und Dünger. Die Aufforstungen förderten in allen Jahrhunderten die schnellwachsenden Kiefern und Fichten und schufen große Monokulturen. Diese begünstigten die Verbreitung von Schädlingen. Nachdem sich in den vorherigen Jahrzehnten die Schadensintervalle verkürzt hatten, brachte das 19. Jahrhundert zwei Schädlingskatastrophen durch Kieferneule, Spanner und Spinner.
In Folge der Neupflanzung von Laubhölzern im Reichswald („Reichswaldprogramm 1986–2003“) waren 1996 wieder 20 verschiedene Waldtypen entstanden, vom nassen Erlenbruchwald über Eichen-Buchen- und Eichen-Kiefernwälder bis hin zu Flechten-Kiefernwäldern. Neben den vorherrschenden Nadelwäldern gibt es entlang der Waldbäche auch Bruch- und Sumpfwälder, in den aufgelassenen Steinbrüchen haben sich Biotope entwickelt, die Flüsse haben Sandterrassen angeschwemmt, von denen der feine Sand durch Stürme zu Binnendünen in den Wald geweht wurde. Waldweiher, Birkenwälder, Sandmagerrasen, Waldwiesen, Heiden und Hügel ergänzen das Bild einer auf den ersten Blick nicht vermuteten Vielfalt.
Seit 2015 werden in Bayern, bedingt durch die Einflüsse der globalen Erwärmung auf das regionale Klima, auffällige Trockenschäden an Kiefern beobachtet. Besonders die mittelfränkischen Wälder sind betroffen. Der extrem heiße und trockene Sommer 2018 verstärkte diese Entwicklung, so dass es auch im Nürnberger Reichswald zu einem massiven Absterben von Kiefern kam.
Der Reichswald beherbergt eine Vielzahl von Tierarten und hat sich als Rückzugsort für einige bedrohte Arten entwickelt, darunter u. a. Hohltaube, Biber, Sperlingskauz, Juchtenkäfer (Eremit), Ringelnatter, Erdkröte, Bitterling, Zauneidechse, Sand-Laufkäfer. Im Jahr 2011 wurde außerdem das verschwunden geglaubte Auerhuhn im Reichswald nachgewiesen, welches auf der Roten Liste der vom Aussterben bedrohten Arten steht. Der Reichswald stellt ein wichtiges Gebiet für eine Reihe von Spechtarten dar, darunter Mittelspecht, Grauspecht, Schwarzspecht. Mit der Zunahme an Laubbäumen finden sich jetzt auch mehr Bruthabitate für Haselhuhn, Wespenbussard, Uhu und Schwarzstorch.
Entlang der Simmelberger Gründlach bei Heroldsberg gedeihen in den sumpfigen Auen mit Sonnentau und Wasserschlauch zwei vom Aussterben bedrohte fleischfressende Pflanzen.
Im Reichswald leben Rotwild und Schwarzwild. Für einen ausgeglichenen Bestand wird der hohe Wildschweinbestand regelmäßig durch die Forstverwaltung bejagt (rund 350 Stück im Jahr).
Das Gebiet gilt als potentieller Lebensraum für Wölfe. Noch wurde kein dauerhaft vor Ort lebendes Rudel nachgewiesen. 2019 verunglückte ein Jungtier im Landkreis Erlangen-Höchstadt.

## Wirtschaftliche Nutzung

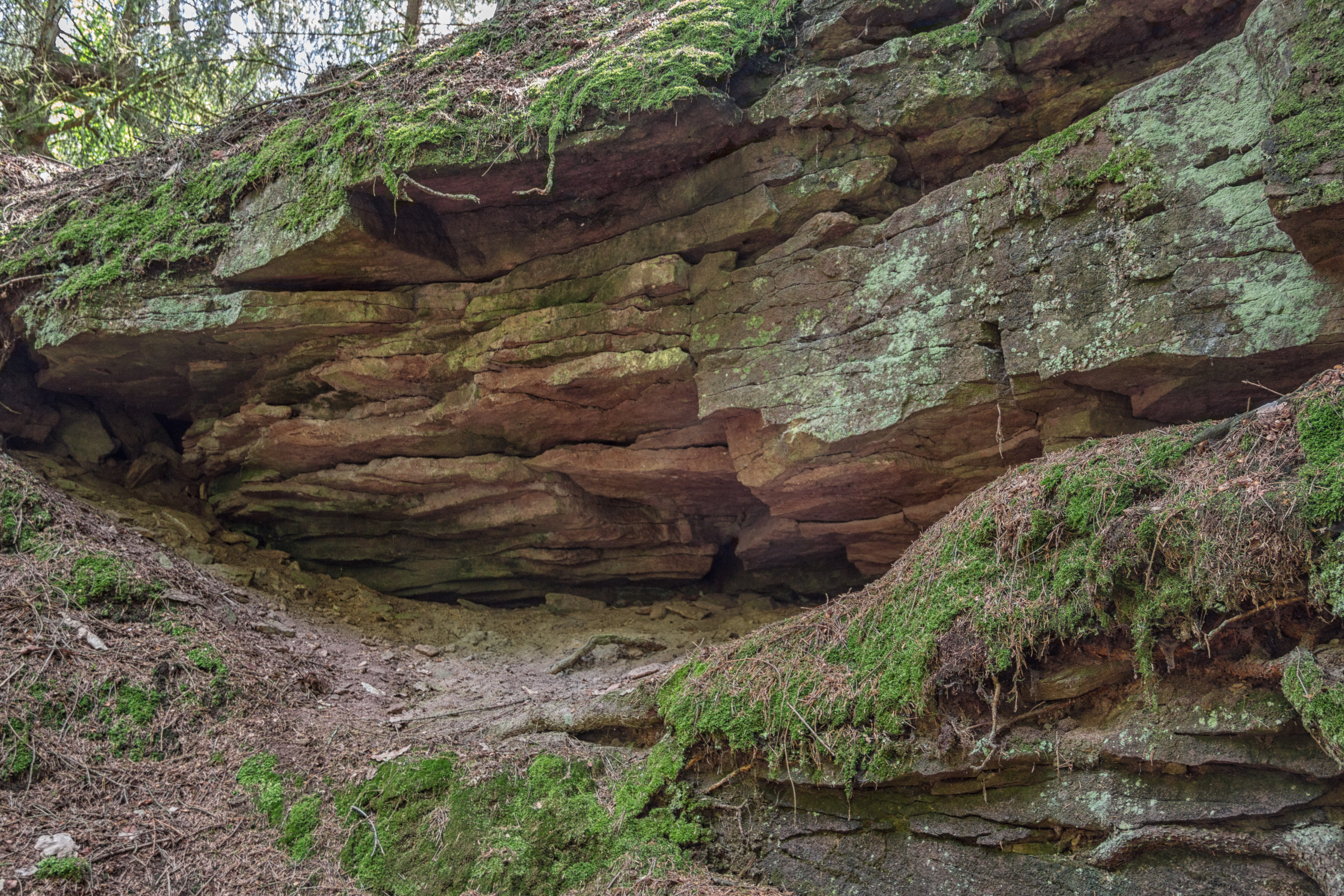
Steinbruch Wernloch

Die Hauptnutzung war der Holzeinschlag für Brenn- und Bauholz sowie die Entnahme von Laub- und Nadelstreu für das Vieh durch die Bauern. Lange Zeit rauchten auch die Meiler der Köhler zur Herstellung von Holzkohle, auf die das Handwerk in früheren Zeiten angewiesen war.
Sehr wichtig war im Mittelalter die Imkerei. Bereits 1296 hatten die Zeidler Sonderrechte im Reichswald. Wegen der reichen Wildbienenschwärme galt der Nürnberger Reichswald als des „Heiligen Römischen Reiches Bienengarten“, also als ertragreicher Bienenwald. Die Zeidelgüter waren zahlenmäßig beschränkt und wurden als Erblehen vergeben. Dafür leisteten die Zeidler mit sechs Armbrüsten Kriegsdienst und zahlten dem Rat eine Abgabe, das „Honiggeld“. Es entwickelten sich schließlich 27 Zeideldörfer mit 92 Zeidelgütern; Gemeinden wie Feucht, Winkelhaid, Schwaig und Röthenbach bei Sankt Wolfgang waren Zeidlergemeinden. Der Honig war wichtig für die Nürnberger Lebkuchen.

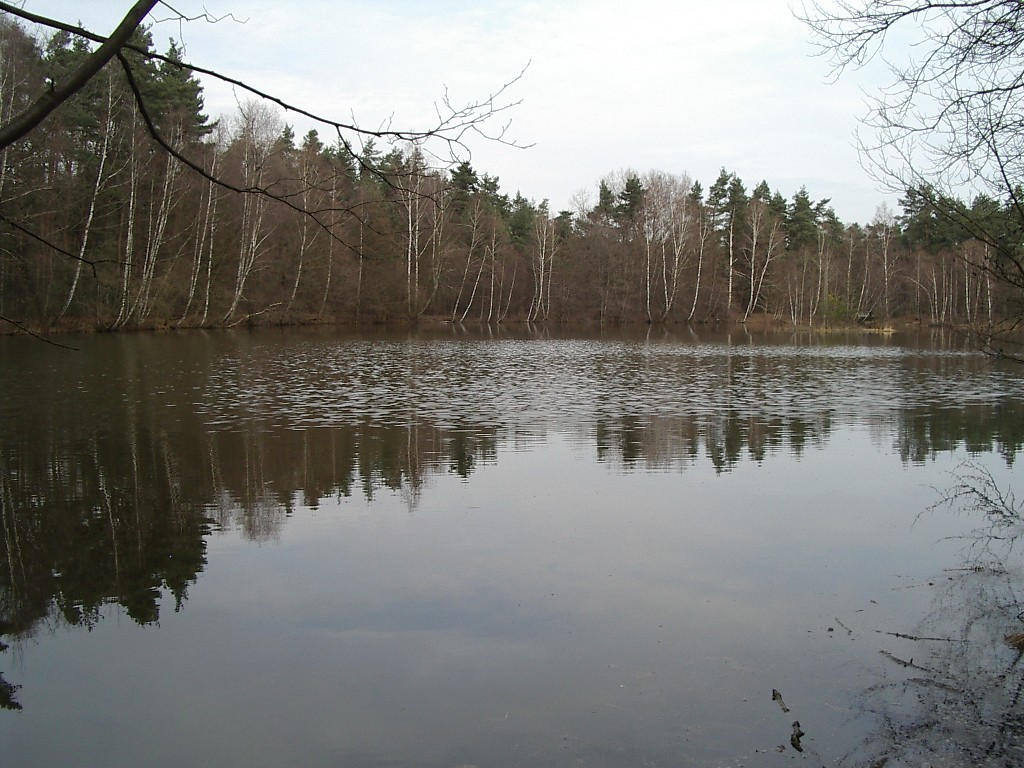
Weißensee im Sebalder Reichswald

Das Zeidelrecht war ein Hoheitsrecht im Reichswald. Damit verbunden waren Rechte zur Holz- und Waldnutzung, Zollfreiheiten im Honighandel, aber auch die Pflicht zur Waldpflege und zur Abgabe des „Honiggeldes“. Kaiser Karl IV. verlieh den Lorenzer Zeidlern 1350 ein eigenes Zeidelgericht in Feucht, das bis zum Ende des alten Reichs bestand, während die Sebalder Zeidler dem Forstgericht des Sebalder Walds unterstanden. Von der ursprünglichen Waldbienenpflege ging man im späten Mittelalter auf die Hausbienenpflege über. Der Mischwald erlaubte zwei Ernten, die Früh- und die Spättracht. Mit dem steigenden Anteil der Nadelbäume (ab dem 14. Jahrhundert) sanken die Erträge. Im 16. Jahrhundert begann der Niedergang des Zeidlerwesens aufgrund des wachsenden Handels mit dem Osten (Wachs und Honig) und der Einfuhr von Rohrzucker aus Westindien.
Im Mittelalter wurde Nürnberg scherzhaft als „Sandbüchse des Reichs“ bezeichnet. In dieser Zeit gab es im Reichswald ungefähr dreißig Steinbrüche zum Abbau von Sandstein. Beispiele sind der Schmausenbuck und der Kornberg (Wernloch) bei Wendelstein. Der rötlich gefärbte, durch Eisen gebundene Burg-Sandstein wurde für den Haus- und Hofbau benutzt. Der besonders harte, helle Quarzit aus den Wendelsteiner Gruben wurde für Mühlsteine, Straßenpflaster und den Bau des Ludwig-Donau-Main-Kanals sowie einiger Nürnberger Stadttürme verwendet; allein 1595 wurden ca. 50.000 Steine nach Nürnberg geliefert.
Neben Sand und Sandstein wurde auch Ton abgebaut. Der sogenannte Tiegelton war von besonderer Qualität und diente insbesondere zur Herstellung von Gussformen für in Nürnberg gefertigte Metallwaren. Daneben wurde natürlich auch Ton für die Herstellung von Ziegeln gewonnen, zuletzt in Kalchreuth.

## Waldgeschichte
Mit dem Ende der letzten Eiszeit vor ungefähr 16.000 Jahren wurde die waldfreie Tundra von Bäumen besiedelt und nach 9000 Jahren hatte sich geschlossener Wald entwickelt: Kiefern-Birken-Eichen-, Buchen- und andere Mischwälder.
Schon im 14. Jahrhundert wurde der Forst durch Entnahme von Holz und Streu übernutzt. Im Jahre 1368 säte Peter Stromer erstmals in Europa planmäßig und im großen Maßstab Kiefern aus. Die Aufforstungen wurden in den folgenden Jahrhunderten wiederholt, trotzdem kam es zu keiner nachhaltigen Nutzung – Sperber nennt eine 200-prozentige Übernutzung. Im Jahre 1385 wurde der Lorenzer und 1465 der Sebalder Reichswald durch eine Bannmeile vor weiterer Ausplünderung geschützt.
Ein Forstbericht von 1799 stufte nur zwei von zehn Forsthutungen des Sebalder Waldes mit 60- bis 70-jährigen Beständen als gut ein. In anderen Hutungen wuchsen nur 20- bis 40-jährige Kiefern und der Ödlandanteil betrug bis zu 50 %.
Beim Übergang der Provinz Ansbach und der Reichswälder zum Königreich Bayern 1806 konnte nicht mehr von einem geschlossenen Waldgebiet gesprochen werden. Der Wald befand sich aufgrund von Rechtsstreitigkeiten, zu hohen Rotwildbeständen sowie einer massiven Übernutzung in einem beklagenswerten Zustand.
Die Königlich-Bayerische Forstverwaltung nahm großflächige Aufforstungen vor, verwendete jedoch wie in den Jahrhunderten vorher schnellwachsende Kiefer- und Fichtenbäume und schuf dadurch weite Monokulturen. 1836–1840 brachten Kieferneule, Spanner und Spinner einen Verlust auf rund 5000 Hektar, 1894 fiel rund ein Drittel der Bäume den Raupen des Kiefernspanners zum Opfer.
Auch im Ersten und Zweiten Weltkrieg wurde der Wald massiv übernutzt. Zusätzlich gingen große Flächen für militärische Einrichtungen (Munitionslager, Übungsgebiete, Schießplätze) verloren. Erst nach dem Zweiten Weltkrieg konnte sich der Wald durch neue Waldbauverfahren sowie die Anpflanzung von heimischen Laubbäumen erholen.
Doch für Autobahnbau und Erweiterungen der Siedlungen wurden weitere Waldflächen gerodet. Um dem Flächenverbrauch auch der jüngeren Zeit ein Ende zu bereiten, wurde ein Großteil des Nürnberger Reichswaldes 1980 als erster Wald Bayerns zum Bannwald erklärt.
Mit dem „Reichswaldprogramm 1986–2003“ wurde versucht, durch Neupflanzung von Laubhölzern den Forst in einen naturnahen Mischwald weiterzuentwickeln. In diesem Zeitraum wurden 20 Millionen Laubbäume auf einer Fläche von 4400 Hektar im Reichswald gepflanzt. Zusammen mit einer ungefähr ebenso großen Fläche, die durch reguläre Ersatzpflanzungen umgebaut wurde, sollte ein Flächenanteil von 20 bis 25 Prozent Mischwald erreicht werden.
Im Jahr 2006 wurde fast der gesamte Nürnberger Reichswald als Europäisches Vogelschutzgebiet ausgewiesen. Dies führte dann auch dazu, dass die Planungen einer Umgehungsstraße durch den Buckenhofer Forst im Juni 2012 eingestellt wurden.
Seit den 1970er Jahren traten die ökologische Funktion und die Nutzung als Naherholungsgebiet in den Vordergrund. Der Nürnberger Reichswald wurde Teil des im Zeitraum von 2000 bis 2007 durchgeführten Projektes Sandachse Franken. Jedes Jahr findet an einem Wochenende im Juli das „Reichswaldfest“ des Bunds Naturschutz statt.

## Politische Geschichte

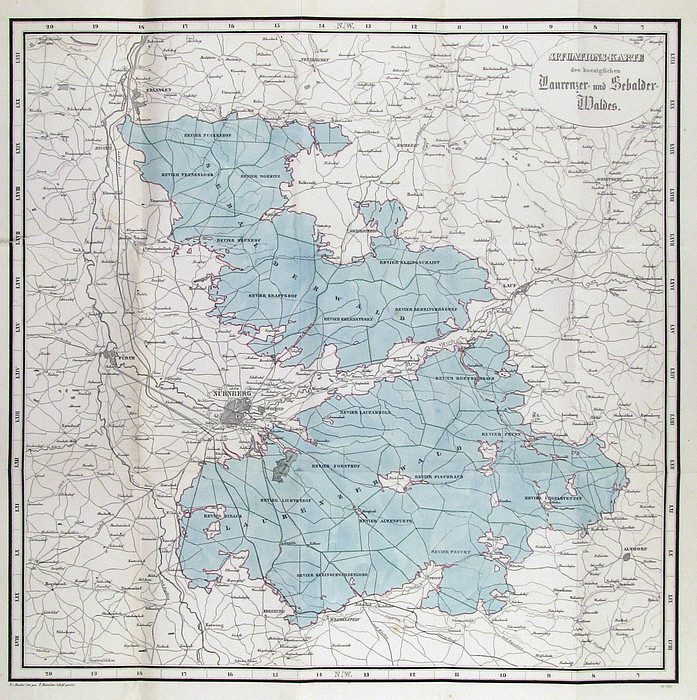
Karte aus der Beschreibung des Reichswaldes bei Nürnberg von 1853

Um ungefähr 720 wurde der Wald zwischen den Flüssen Rednitz/Regnitz, Schwabach und Schwarzach mit dem fränkischen Königsbann belegt. Im 9. Jahrhundert entstand daraus ein Reichsforst. Alle Rechte standen dem König zu, der sie als Lehen vergab. 1003 wurde der bis dahin bestehende Nordgau aufgespalten, ab 1024 schufen die Kaiser Konrad II. und Heinrich III. ein neues Reichsland oder Reichsdominium, zu dem die Reichswälder beiderseits der Pegnitz gehörten. Als Verwaltungssitz wurde 1040 Nürnberg gegründet. Zur Verwaltung stützte sich der Kaiser auf Reichsministerialen (Reichsdienstmannen), die in verschiedenen Orten ihre Sitze hatten (z. B. in Feucht). 1138–1254 erlebte das Reichsland seine Blüte.
Mit dem Untergang der Staufer löste sich das Reichsland bzw. Reichsdominium auf. In das Machtvakuum stießen die Burggrafen von Nürnberg und die Reichsstadt Nürnberg. Im Reichswald sicherte sich die Stadt Nürnberg zahlreiche Rechte, doch war die genaue Abgrenzung mit den Burggrafen, insbesondere bei der Gerichtsbarkeit, nicht geregelt. Erst als die Burggrafen mit der Mark Brandenburg belehnt wurden und Geld brauchten, kam es zur Einigung: Die Reichsstadt Nürnberg erwarb 1427 die meisten Rechte, der Burggraf behielt jedoch den hohen Wildbann, das Landgericht und Waldrechte. Daraus leiteten die Burggrafen bzw. Markgrafen von Ansbach-Bayreuth später immer wieder Ansprüche auf den ganzen Reichswald ab.
1792 dankte der letzte Markgraf Karl Alexander ab und verkaufte sein Land dem Königreich Preußen. Der preußische Minister Freiherr von Hardenberg, der in Ansbach die Regierungsgeschäfte leitete, setzte die jahrhundertelang beanspruchte Landeshoheit über die Reichswälder durch. 1796 besetzten preußische Truppen mit den Reichswäldern einen großen Teil des Nürnberger Umlandes.
1806 musste Preußen auf französischen Druck die Provinz Ansbach und damit die Reichswälder an das Königreich Bayern abtreten.
Damals befand sich der Wald in einem schlechten Zustand. Die Wiederaufforstung erfolgte vorwiegend mit Kiefern. Im Verlauf reduzierte sich die ursprüngliche Waldfläche von ca. 33.000 Hektar durch Industrialisierung, Siedlungen, Gewerbegebieten, Verkehrsflächen und militärischer Nutzung auf die heutige Größe. Seit dem Zweiten Weltkrieg setzte eine Erholung ein.

## Schutzgebiete
Bedeutend ist der Naturwald Feuchtwälder im Nürnberger Reichswald, der das größte Waldschutzgebiet in Mittelfranken ist.

## Filmdokumentation
Der Dokumentarfilmer Dieter Wieland zeigte 1989 in seinem Film Der Reichswald bei Nürnberg die Schönheit des Reichswaldes wie auch dessen Gefährdung in Geschichte und Gegenwart. Der Film wurde erstmals in der Reihe Topographie der Sendung Unter unserem Himmel des Bayerischen Rundfunks ausgestrahlt.